# Vilnia
El Vilnia o Vilnelė (en polaco: Wilejka o Wilenka, en bielorruso Вільня/Vilnia) es un río de Lituania. Nace cerca de la población de Vindžyūnai, 5 km al sur de Šumskas, en la frontera entre Lituania y Bielorrusia.
El Vilnia tiene una longitud de 79,6 km y su cuenca abarca 624 kilómetros cuadrados. Durante unos 13 km, el río transcurre por la frontera entre Lituania y Bielorrusia, y los 69 km restantes transcurre íntegramente en territorio lituano hasta desembocar en el río Neris en Vilna. Eventualmente, sus aguas, a través del trasvase del Neris al río Neman, fluyen hasta el mar Báltico. Su confluencia con el Neris está dentro de la ciudad de Vilna, y el nombre del río probablemente da el nombre a la ciudad.
Esclusas a lo largo de su curso contribuyen a regular su caudal.
El nombre del río proviene de la palabra en lituano Vilnis ("manantial") o vilnyti ("surgir").
Vilnelė, la forma diminutiva del original Vilnia, se volvió de uso popular en Lituania y en gran parte lo reemplazó.
En un esfuerzo por recuperar la migración aguas arriba de los salmónidos en la cuenca, se construyó una escalera de peces en el Vilnia en 2000.